# Oscar Larsen
Oscar Larsen (ur. 11 września 1887 w Oslo, zm. 16 kwietnia 1975 tamże) – norweski lekkoatleta specjalizujący się biegach średniodystansowych, uczestnik igrzysk olimpijskich.
Larsen wystartował na igrzyskach olimpijskich dwukrotnie. Po raz pierwszy miało to miejsce podczas IV Letnich Igrzysk Olimpijskich w Londynie w 1908 roku. Reprezentant Norwegii wziął udział w jednej konkurencji. W biegu na 1500 metrów Larsen wystartował w ósmym biegu eliminacyjnym. Z nieznanym czasem zajął w nim czwarte miejsce i odpadł z dalszej rywalizacji. Cztery lata później, podczas V Letnich Igrzysk Olimpijskich w Sztokholmie, wystartował w dwóch konkurencjach. W biegu na 800 metrów biegł w trzecim biegu eliminacyjnym. Z nieznanym czasem zajął w nim trzecie lub czwarte miejsce i odpadł z dalszej rywalizacji. Na dystansie 1500 metrów Larsen biegł w czwartym biegu eliminacyjnym, gdzie z nieznanym czasem uplasował się na miejscach 4-7.
Reprezentował barwy klubu Oslo IL.

## Rekordy życiowe
- Bieg na 800 metrów – 2:03,5 (1911)
- Bieg na 1500 metrów - 4:18,6 (1912)